# Aviateca

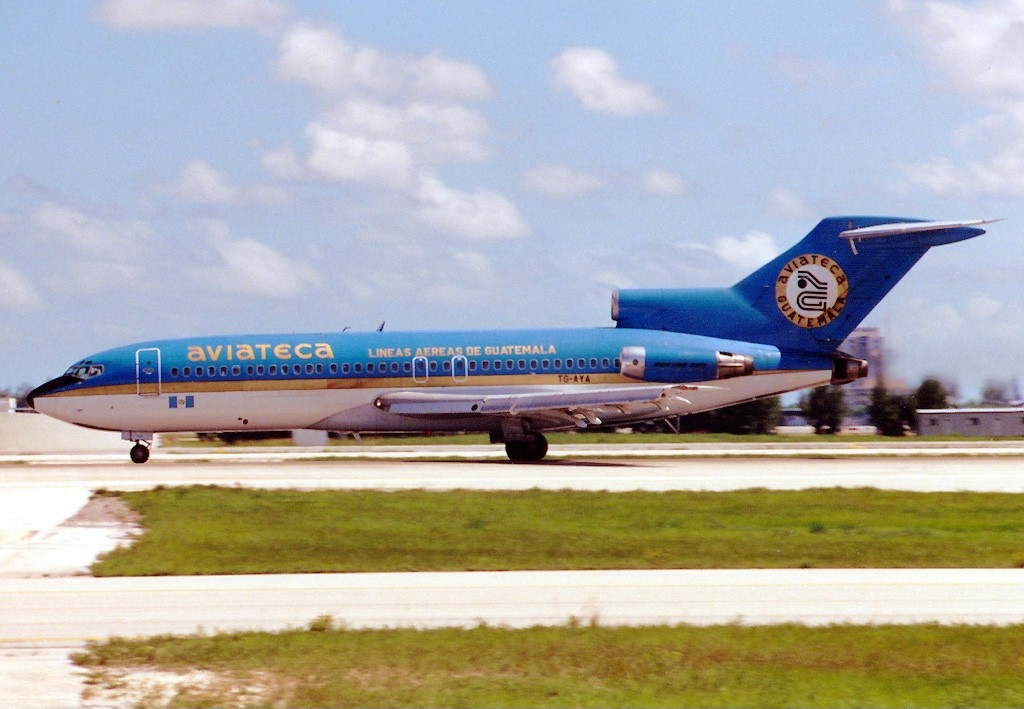
Boeing 727 d'Aviateca

Aviateca est la compagnie aérienne du Guatemala, basée à Guatemala. C'est aujourd'hui une filiale du Grupo TACA, et une filiale d'Avianca, sous le nom de Avianca Guatemala.

## Histoire
Aerovias de Guatemala, fondée en 1939, est devenue Aviateca, Empresa Guatemalteca de Aviacion S. A. le 14 mars 1945. Outre le réseau domestique, Aviateca a progressivement étendu son réseau vers les États-Unis (La Nouvelle-Orléans et Miami), le Mexique (Merida et Mexico), le Honduras, la Jamaïque et San Salvador. En 1983 elle exploitait deux Boeing 727-100C, trois Fokker F27-100, un Douglas DC-6 et quatre Douglas DC-3. 

## Flotte

### Flotte actuelle
En janvier 2023, la flotte d’Aviteca est composée des appareils suivants:
| Avion           | En sService | Commandes | Passagers | Passagers | Passagers | Notes                         |
| Avion           | En sService | Commandes | C         | Y         | Total     | Notes                         |
| --------------- | ----------- | --------- | --------- | --------- | --------- | ----------------------------- |
| Airbus A320-200 | 1           | —         | 12        | 138       | 150       | Opéré par Avianca El Salvador |
| Total           | 1           | —         |           |           |           |                               |

### Flotte historique
Tout au long de ses opérations, la compagnie aérienne a exploité ces avions, :
| Avion                               | Total | Introduit | Retiré | Notes                                       |
| ----------------------------------- | ----- | --------- | ------ | ------------------------------------------- |
| Airbus A319-100                     | 2     | 2006      | 2007   | Opéré par TACA Airlines                     |
| ATR 42-300QC                        | 3     | 2006      | 2017   |                                             |
| ATR 72-600                          | 4     | 2014      | 2021   |                                             |
| BAC One-Eleven Series 500           | 4     | 1970      | 1980   |                                             |
| Boeing 720                          | 3     | 1977      | 1979   |                                             |
| Boeing 727-100C                     | 4     | 1979      | 1989   |                                             |
| Boeing 737-200                      | 12    | 1990      | 2004   | L'un s'est écrasé (Vol Aviateca 901)        |
| Boeing 737-300                      | 9     | 1989      | 1996   |                                             |
| Convair CV-440                      | 4     | 1954      | 1979   |                                             |
| Curtiss C-46 Commando               | 6     | 1949      | 1975   |                                             |
| Douglas C-47 Skytrain               | 11    | 1945      | 1981   |                                             |
| Douglas C-54 Skymaster              | 2     | 1954      | 1970   |                                             |
| Douglas DC-2                        | 2     | 1945      | 1952   |                                             |
| Douglas DC-6                        | 10    | 1965      | 1984   |                                             |
| Douglas DC-8-61                     | 1     | 1988      | 1989   | Loué chez Trans International Airlines (en) |
| Fairchild C-82 Packet               | 5     | 1957      | 1961   |                                             |
| Fokker F-27 Friendship              | 3     | 1978      | 1987   |                                             |
| Fokker F-28 Fellowship              | 1     | 1974      | 1976   | Loué chez Fokker                            |
| Hawker Siddeley HS 748              | 1     | 1975      | 1975   | Loué chez Midwest Aviation (en)             |
| Lockheed L-1049 Super Constellation | 1     | 1972      | 1972   |                                             |